# Charles Oliver
Charles Oliver (* 21. Juni 1907 in County Cork, Irland; † 29. März 1983 in Tunbridge Wells, Kent) war ein irischer Charakterschauspieler in Film und Theater. Bekannt wurde er vor allem in den 1930er Jahren durch seine Rolle in dem Kinofilm Eine Dame verschwindet.

## Leben und Karriere
Der 1907 in County Cork geborene Schauspieler wurde in den 1930er Jahren durch Filme wie Ladislao Vajdas Wings Over Africa, George Pearsons Midnight at the Wax Museum oder Zoltan Kordas Gefahr am Doro-Paß nach dem Roman The Drum von A. E. W. Mason bekannt. 1938 besetzte ihn der Regisseur Alfred Hitchcock in seinem Spionagethriller Eine Dame verschwindet mit Margaret Lockwood und Michael Redgrave in den Hauptrollen. Dort spielte er die Rolle des feindlichen Offiziers. Später arbeitete er unter anderem mit Regisseuren wie Marcel Varnel, David MacDonald, John Paddy Carstairs, Carol Reed, Maurice Elvey, John Baxter oder Walter Forde zusammen.
Charles Oliver starb im März 1983 75-jährig in Tunbridge Wells in der Grafschaft Kent. Verheiratet war er mit der Schauspielerin Noel Hood. Das Paar hatte zwei Kinder, Nina (* 1943) und William (* 1947).

## Filmografie (Auswahl)

### Kino
- 1936: Beloved Impostor
- 1936: The Avenging Hand
- 1936: Wings Over Africa
- 1936: Second Bureau
- 1936: Midnight at the Wax Museum
- 1937: Fifty-Shilling Boxer
- 1937: The Green Cockatoo
- 1938: Sexton Blake and the Hooded Terror
- 1938: If I Were Boss
- 1938: Gefahr am Doro-Paß (The Drum)
- 1938: Eine Dame verschwindet (The Lady Vanishes)
- 1938: Hey! Hey! U.S.A!
- 1938: Mountains O'Mourne
- 1938: Life of St. Paul
- 1939: Ask a Policeman
- 1939: The Saint in London
- 1939: Shadows of the Underworld
- 1940: Band Waggon
- 1940: Night Train to Munich
- 1940: Under Your Hat
- 1940: Crook's Tour
- 1940: Three Silent Men
- 1941: Mail Train

### Fernsehen
- 1938: St. Simeon Stylites (Fernsehkurzfilm)
- 1939: The Parnell Commission (Fernsehfilm)
- 1939: Three in a Bar (Fernsehkurzfilm)